# Élections législatives luxembourgeoises de 1857
Les élections législatives de 1857 ont eu lieu au scrutin indirect les 20 août et 17 septembre 1857 afin de désigner les trente-et-un membres de l'Assemblée des États,.

## Mode de scrutin
L'ordonnance royale grand-ducale du 7 juin 1857 « concernant les élections pour l'assemblée des États » dispose des modalités du scrutin et du nombre de représentants à élire dans le cadre des élections législatives : « L'Assemblée des États est composée de trente-un députés. Seize députés sont élus par les électeurs de canton. […] Quinze députés sont nommes directement par les électeurs de district ».
Un mois avant les élections législatives, une nouvelle ordonnance modifie les articles relatifs aux dispositions précédentes de la manière suivante : « L'assemblée des États est composée de trente-un députés. Les Députés sont élus dans les cantons électoraux. Les cantons électoraux de Diekirch, Esch-sur-l'Alzette, Grevenmacher, Luxembourg-campagne, Luxembourg-ville et Wiltz nomment chacun trois Députés. Les cantons de Capellen, Clervaux, Echternach, Mersch, Redange et Remich, nomment chacun deux Députés. Le canton de Vianden nomme un Député ». Malgré cette révision, la différence entre les électeurs de canton et électeurs de district est maintenue. Par ailleurs, les députés de district sont élus dans les cantons dans lesquels ils résident. Seuls trois députés de district du canton de Luxembourg-Campagne, sont répartis, par « la voie du sort », entre les cantons de Luxembourg-Campagne, Capellen et Esch-sur-Alzette. En somme, cinq mois après la première ordonnance, les autorités reviennent sur leur décision de faire des districts des circonscriptions électorales. Par conséquent, les districts ne sont plus une division électorale mais ils conservent leur statut de subdivision territoriale.

## Composition de l'Assemblée des États

### Électeurs de canton (20 août)
| Circonscription     | Sièges | Députés                     |
| ------------------- | ------ | --------------------------- |
| Capellen            | 1      | Jules Metz                  |
| Clervaux            | 1      | Jean-Pierre Toutsch         |
| Diekirch            | 2      | Joseph Tschiderer           |
| Diekirch            | 2      | Jean-Pierre Schmit          |
| Echternach          | 1      | Mathias Hardt (lb)          |
| Esch-sur-Alzette    | 1      | Auguste Collart             |
| Grevenmacher        | 1      | Jean-Mathias Wellenstein    |
| Luxembourg          | 2      | Édouard Aschman             |
| Luxembourg          | 2      | Auguste Fischer             |
| Luxembourg-Campagne | 2      | Théodore Eberhard           |
| Luxembourg-Campagne | 2      | Adolphe Fischer             |
| Mersch              | 1      | Henri Witry                 |
| Redange             | 1      | Charles Bassing             |
| Remich              | 1      | Pierre-Joseph Augustin (lb) |
| Vianden             | 1      | Jacques Sinner              |
| Wiltz               | 1      | Michel Fallis               |

### Électeurs de district (17 septembre)
| Circonscription | Sièges | Députés                     |
| --------------- | ------ | --------------------------- |
| Diekirch        | 4      | Mathias Ulrich              |
| Diekirch        | 4      | Jean-Charles Mathieu        |
| Diekirch        | 4      | Jean-Pierre Arens           |
| Diekirch        | 4      | Henri Greisch (lb)          |
| Grevenmacher    | 3      | Michel Witry (lb)           |
| Grevenmacher    | 3      | Jacques-Gustave Lessel (lb) |
| Grevenmacher    | 3      | Charles Faber               |
| Luxembourg      | 6      | Théodore Pescatore          |
| Luxembourg      | 6      | Norbert Metz                |
| Luxembourg      | 6      | Victor de Tornaco           |
| Luxembourg      | 6      | Michel Jonas                |
| Luxembourg      | 6      | Eugène Fischer (lb)         |
| Luxembourg      | 6      | Dominique Stiff             |
| Mersch          | 2      | Michel Clement (lb)         |
| Mersch          | 2      | Rénilde-Guillaume Jacques   |